# Храм Параскевы Пятницы на Пятницкой
Храм Параске́вы Пя́тницы на Пя́тницкой — православный храм Русской Православной Церкви в Москве, снесённый в 1935 году. Находился в Замоскворечье на Пятницкой улице на месте современной станции метро «Новокузнецкая».

## История
Впервые деревянный храм Параскевы Пятницы была упомянута в связи с пожаром 1564 года. После пожара храм заново выстроили в камне. В 1701 году к нему пристроили придел в честь Артемия Веркольского. В 1727 году главный престол храма освятили во имя Святой Троицы.
В 1739 году было начато строительство нового каменного храма. Пожертвования поступили от богатых прихожан — купцов Гаврилы и Романа Журавлёвых. В 1746—1748 годах были построены трапезная с симметричными приделами Параскевы и Артемия и колокольня по проекту Д. В. Ухтомского. Во втором ярусе колокольни был создан ещё один престол во имя Ильи Пророка.
В «Новом путеводителе по Москве» 1833 года об этой церкви было написано:
«…в сей храм невозможно взойти, не почувствовав благоговения, внушаемого не одним Святым местом, но также величеством архитектуры и внутренним благолепием…».
В 1812 году храм был разграблен французами, однако не пострадал от пожара.
В начале 1870-х годах в храме был осуществлён капитальный ремонт. Деньги на него выделил крупнейший московский промышленник П. И. Губонин, который был старостой храма. В храме были заменены крыша, пол, было обновлено золочение куполов и крестов. Кроме того, Губонин отдал в дар храму большое бронзовое паникадило из 365 свечей, побывавшее до этого на международной выставке. Старинный резной иконостас, выполненный мастерами школы Д. В. Ухтомского можно увидеть теперь в Смоленской церкви Троице-Сергиевой Лавры.
В 1935 году был принят Генеральный план реконструкции Москвы, которым предполагалось предполагалось соединить Яузский бульвар с Замоскворечьем. В итоге храм был разрушен, чтобы освободить место под площадь. Сейчас на его месте стоит вестибюль станции метро «Новокузнецкая».

## Памятный знак
Памятный знак с иконой Параскевы Пятницы в память о разрушенном храме был расположен на деревянной двери в доме №18, стр. 3 (на противоположной стороне от места храма) по Пятницкой улице. Памятный знак был уничтожен в ходе строительства ЖК "Русские сезоны".

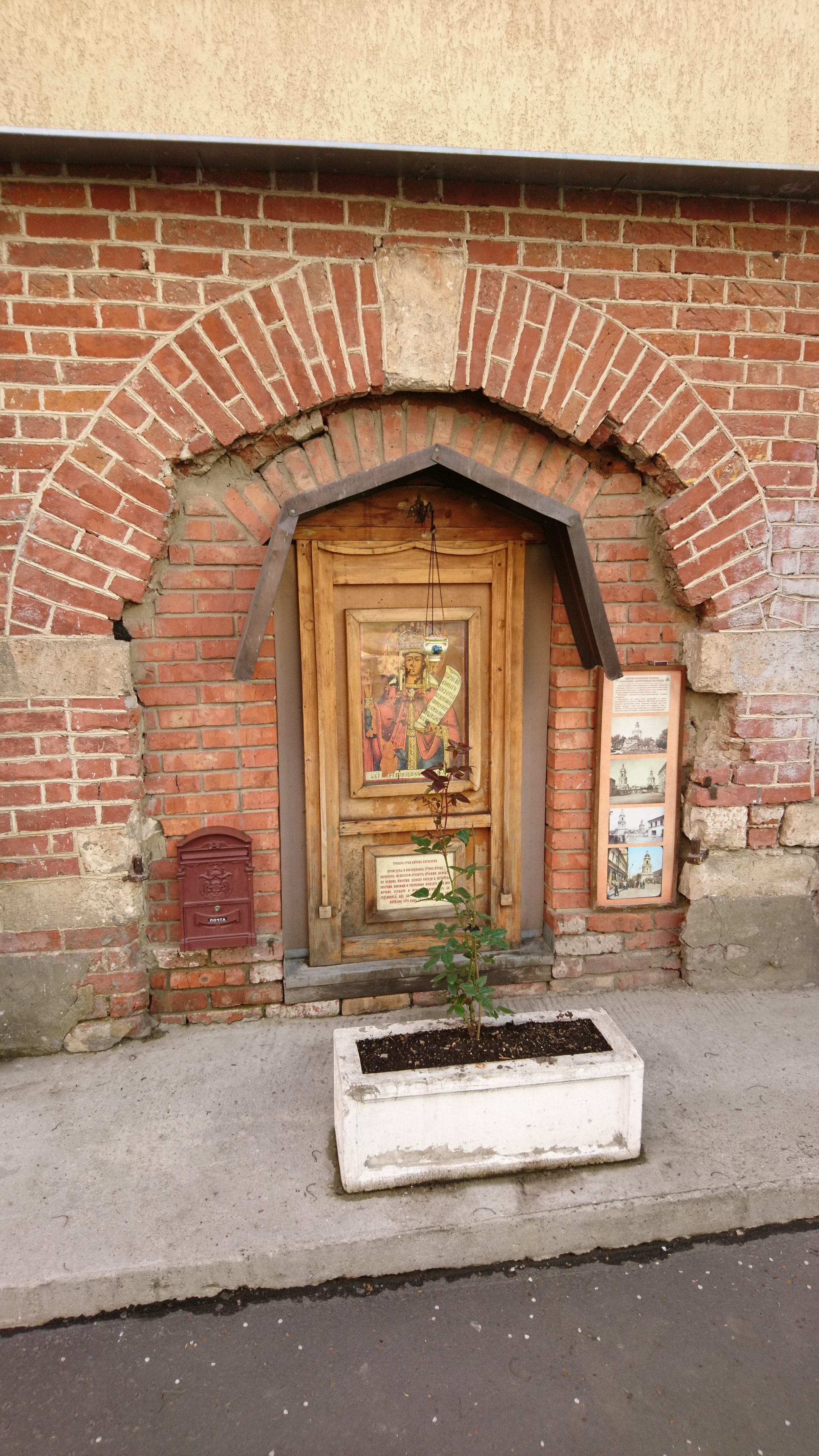
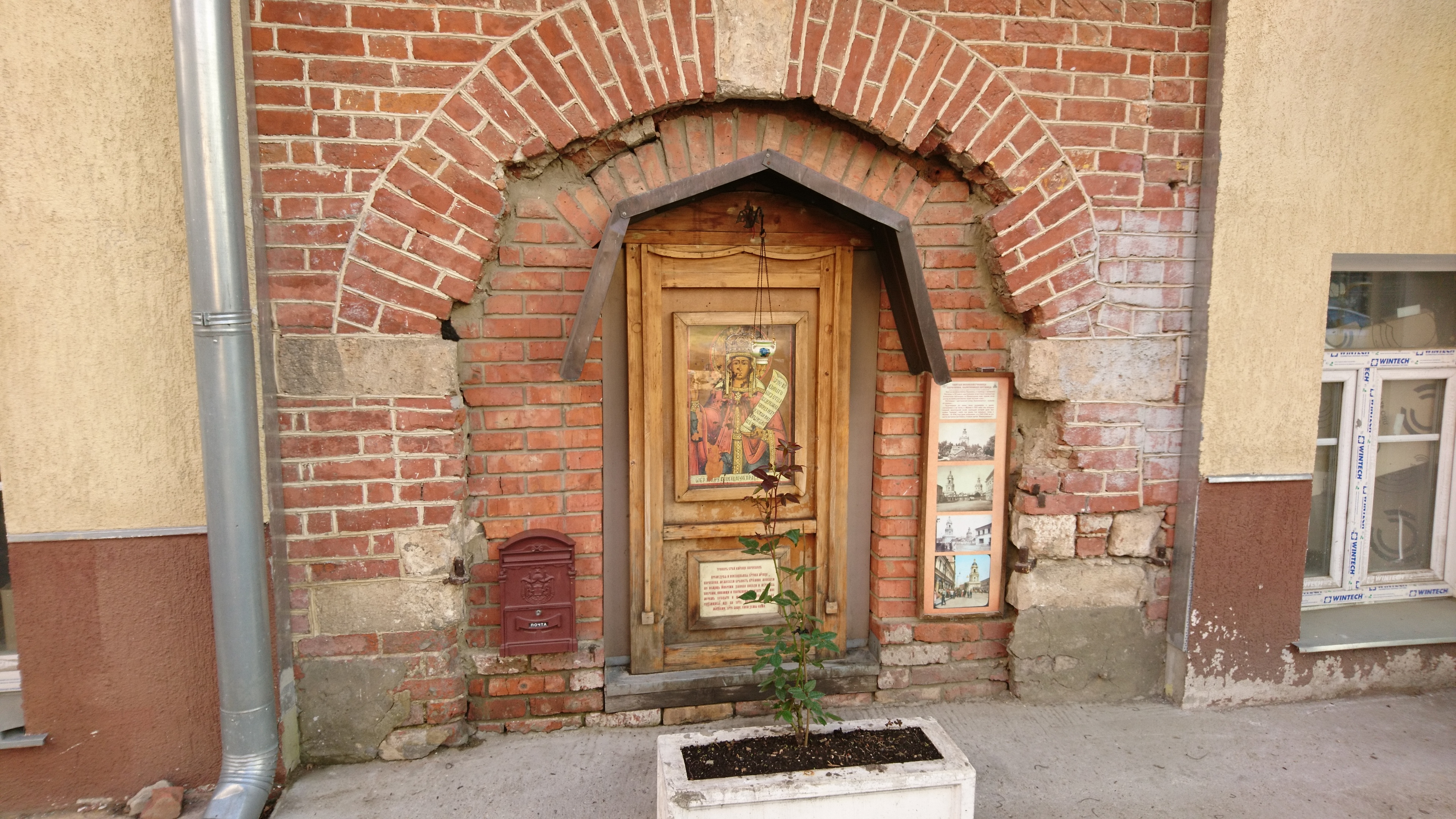
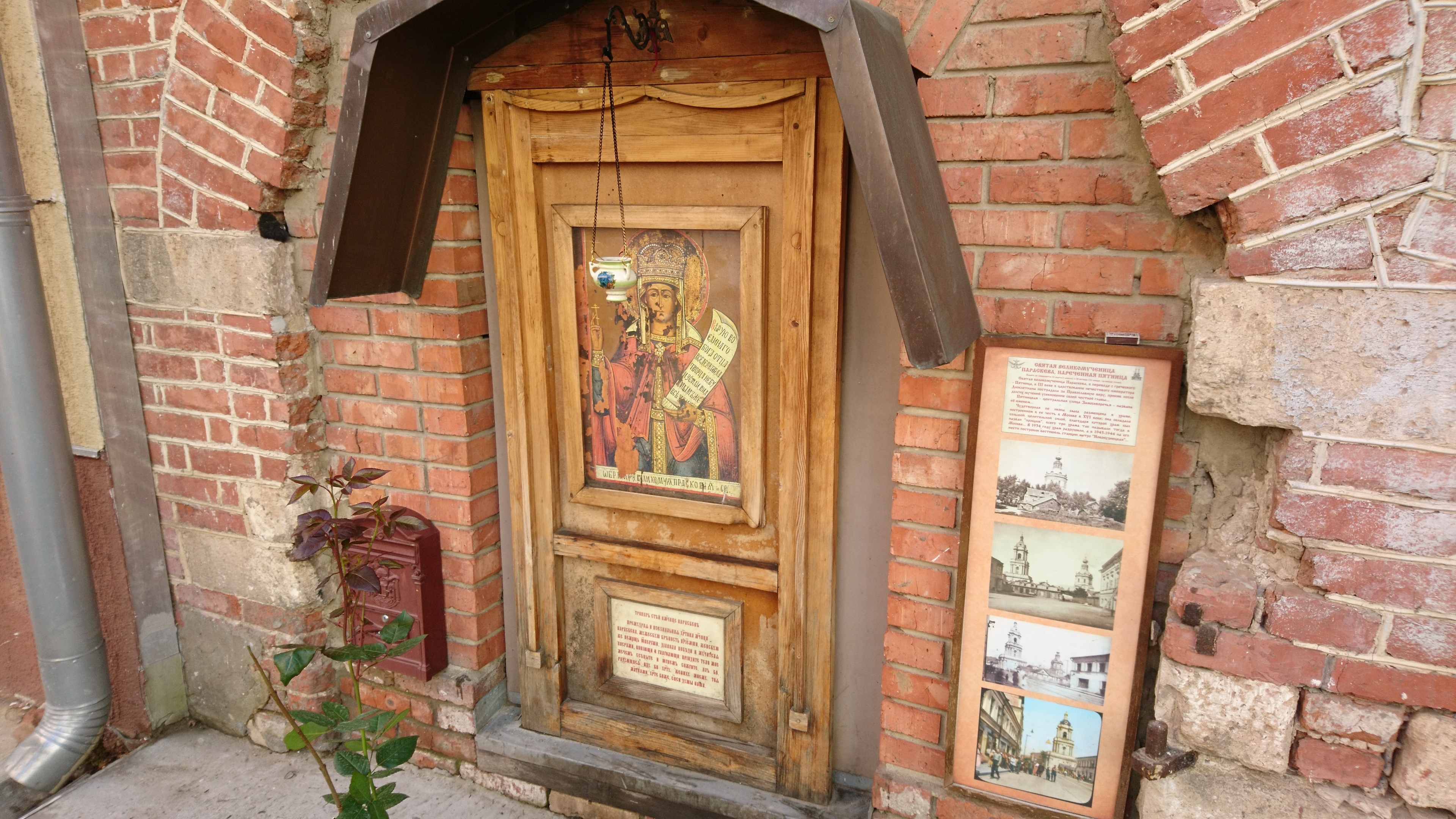
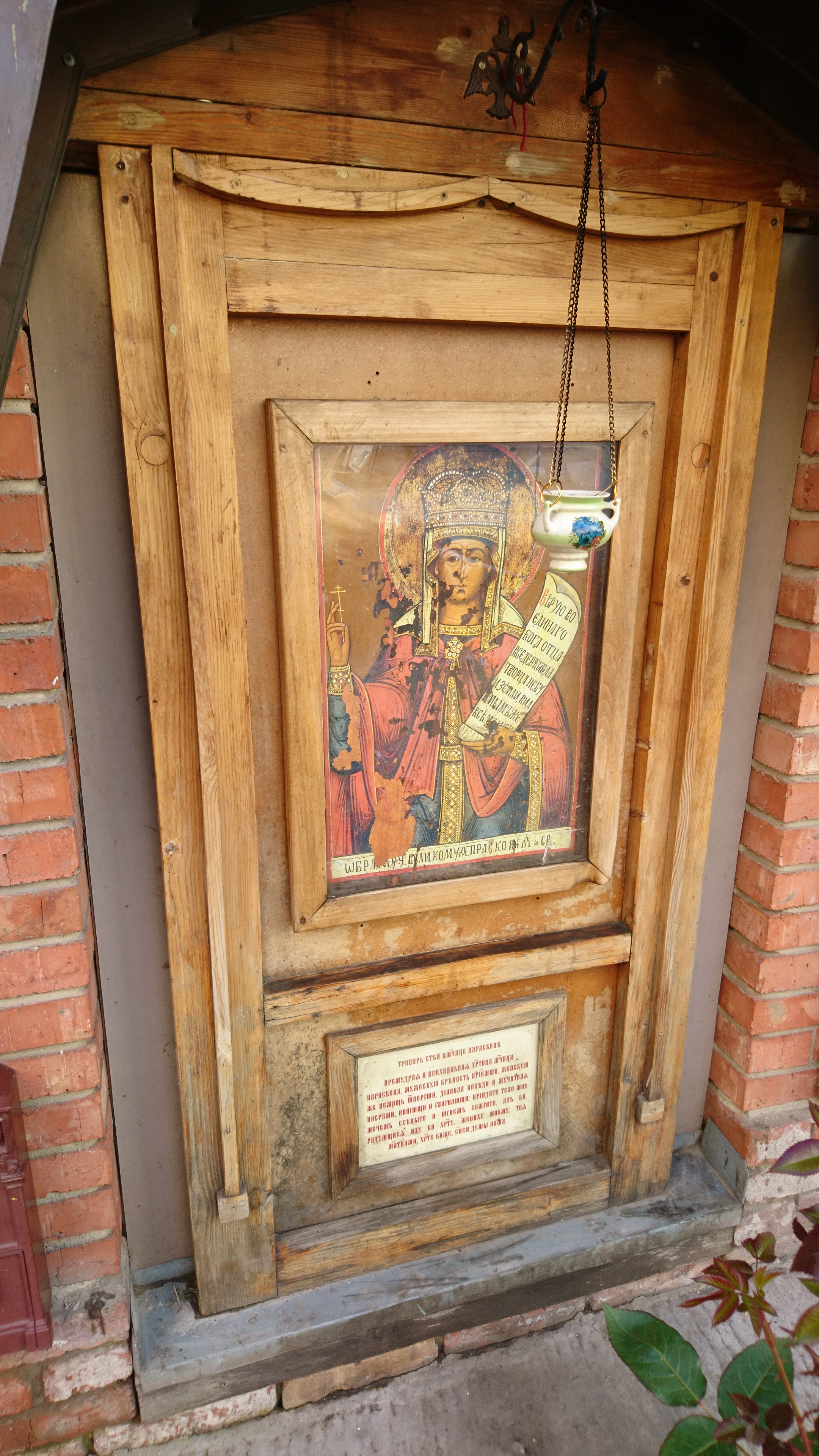
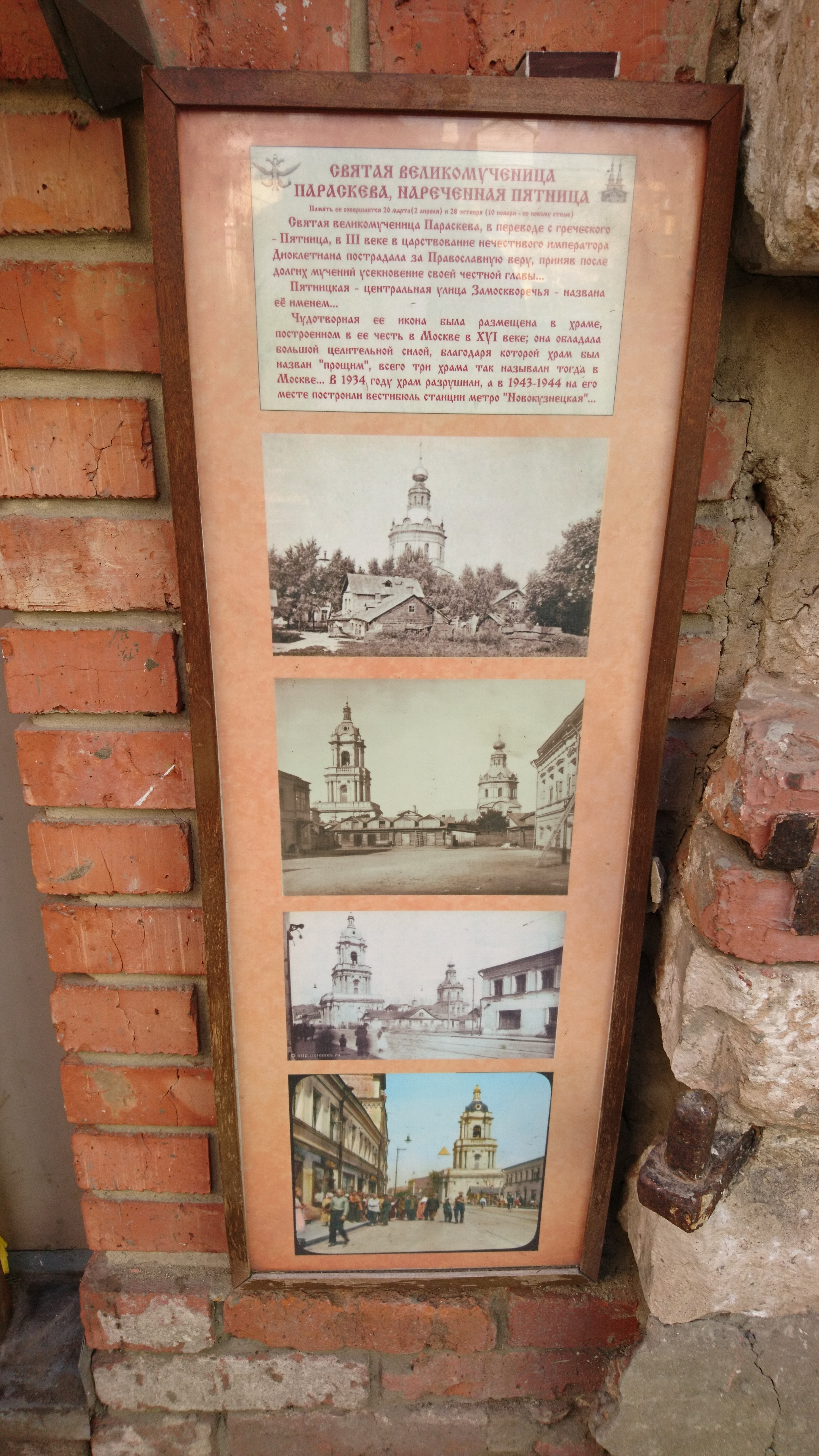